# NGC 1672
NGC 1672 је спирална галаксија у сазвежђу Златна риба која се налази на NGC листи објеката дубоког неба.
Деклинација објекта је - 59° 14' 52" а ректасцензија 4h 45m 42,8s. Привидна величина (магнитуда) објекта NGC 1672 износи 9,7 а фотографска магнитуда 10,5. Налази се на удаљености од 14,5000 милиона парсека од Сунца. NGC 1672 је још познат и под ознакама ESO 118-43, VV 826, AM 0444-592, IRAS 04449-5920, PGC 15941.